# Exploratory
L'Exploratory è stato un museo della scienza a Bristol. Istituito nel 1981 da Richard Gregory professore di neuropsicologia all'Università di Bristol, è stato il primo museo regionale pratico della scienza nel Regno Unito.
Dal 1987 al 1989 è stato ospitato nelle Victoria Rooms della città. Nel 1989 si è trasferito alla stazione ferroviaria di Bristol Temple Meads, dove ha occupato il capannone del terminal originale, progettato da Isambard Kingdom Brunel.
L'Exploratory è stato chiuso nel 1999. Il suo successore è stato At-Bristol, ora We The Curious, un centro scientifico più grande che ha aperto nel 2000 in un nuovo sito come parte della rigenerazione dello storico Floating Harbour.